# 就值得了愛
《就值得了愛》是台灣歌手萬芳的第八張專輯，在1996年10月24日推出。專輯的第一主打歌是《就值得了愛》，是她著名曲目之一。《溫哥華悲傷一號》音樂錄影帶則遠赴國外拍攝。

## 曲目
| 曲序 | 曲名                 | 曲       | 詞          | 編曲            | 附註                                                                     |
| 01   | 溫哥華悲傷一號       | 林揮斌   | 陳柔錚      | 陳柔錚          | 第四主打                                                                 |
| 02   | 就值得了愛           | 劉志宏   | 劉思銘      | 王豫民          | 第一主打 中視劇場《喜願花》主題曲                                        |
| 03   | 然後你怎麼說         | 伍佰     | 伍佰        | 伍佰&China Blue | 男聲：伍佰 第三主打                                                      |
| 04   | 睡‧醒                | 中島美雪 | 許常德      | 鮑比達          | 第二主打 改編自中島美雪的《不歸罪於誰的雨》 同曲曲目：于楓《清涼在心田》 |
| 05   | 這就夠了             | 陳小霞   | 王明暉      | 李琪            |                                                                          |
| 06   | 心像凌晨四點的天的藍 | 陳柔錚   | 萬芳 陳柔錚 | 陳柔錚          |                                                                          |
| 07   | 心牆                 | 許仲傑   | 潘麗玉      | 王豫民          |                                                                          |
| 08   | 愛的形容詞           | 蔡和璋   | 鄔裕康      | 鍾興民          |                                                                          |
| 09   | 地平線               | 狗毛     | 狗毛        | 鍾興民          |                                                                          |
| 10   | 星期三的下午         | 陳柔錚   | 萬芳        | 陳柔錚          |                                                                          |

## 唱片版本
- CD版
- 錄音帶版
- 2020黑膠唱片版